# Stenichneumon culpator
Stenichneumon culpator är en stekelart som först beskrevs av Franz Paula von Schrank 1802.  Stenichneumon culpator ingår i släktet Stenichneumon och familjen brokparasitsteklar. Arten är reproducerande i Sverige.

## Underarter
Arten delas in i följande underarter:
- S. c. cincticornis
- S. c. adsentator
- S. c. iwatensis

## Bildgalleri

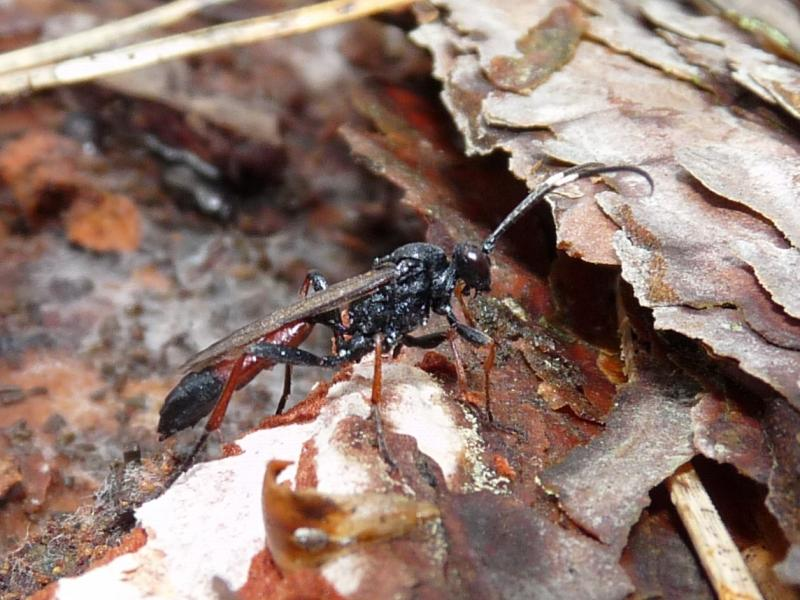